# Comté de Leeton
Le comté de Leeton (en anglais : Leeton Shire) est une zone d'administration locale située dans l'État de Nouvelle-Galles du Sud en Australie.

## Géographie
Le comté s'étend sur 1 167 km2 dans la Riverina au sud de l'État. Il comprend la ville de Leeton, ainsi que les villages d'Amesbury, Corbie Hill, Fivebough, Gogeldrie, Merungle Hill, Murrami, Stanbridge, Stoney Point, Wamoon, Whitton et Yanco.

## Histoire
Le comté de Yanko est créé en 1906. Une partie en est séparée et devient le comté de Willembong le 6 janvier 1928 qui prend le nom de comté de Leeton en 1946

## Démographie
La population s'élevait à 11 037 habitants en 2011 et à 11 168 habitants en 2016.

## Politique et administration

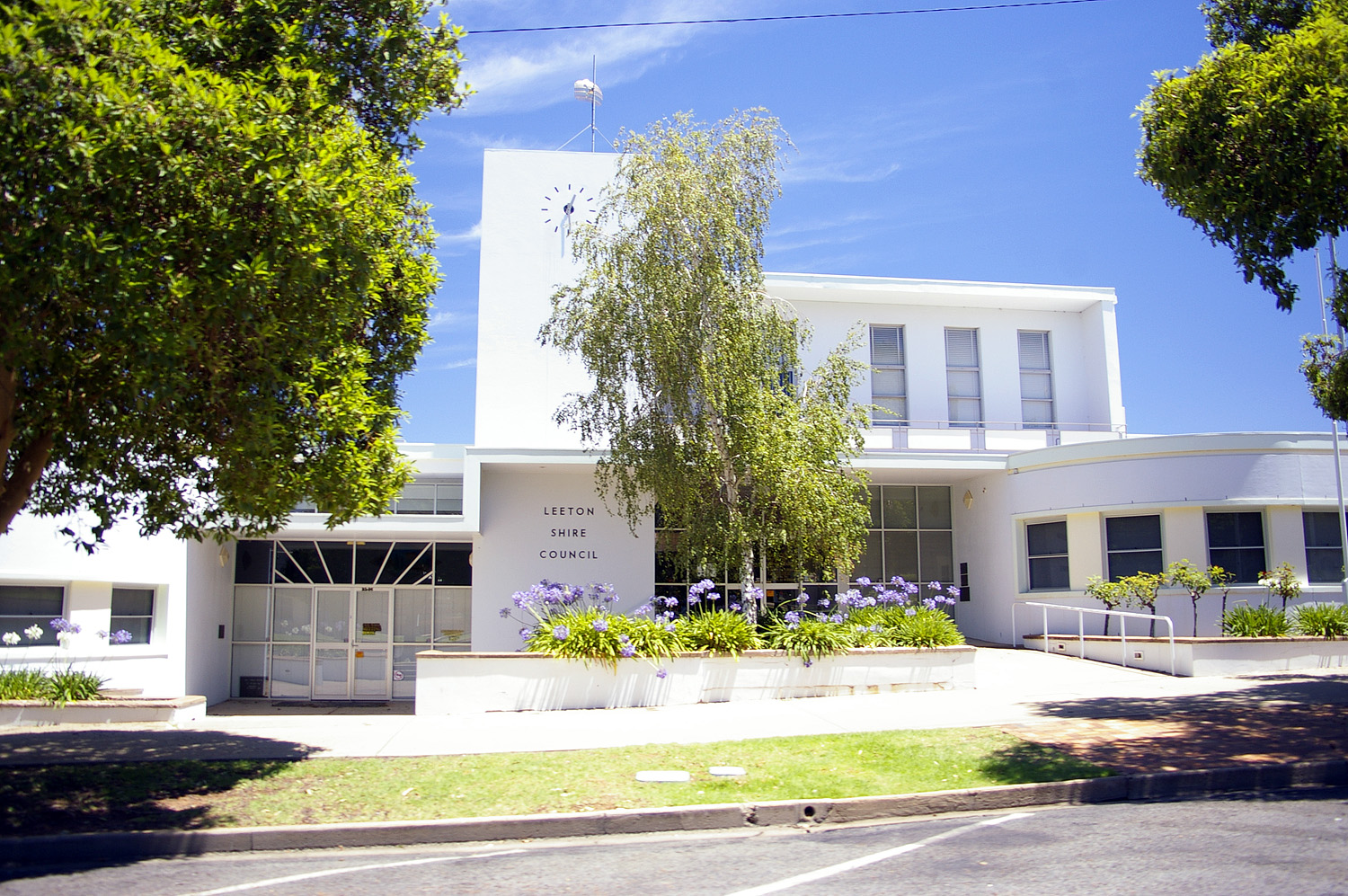
Le siège du conseil à Leeton.

Le conseil comprend neuf membres élus pour quatre ans, qui à leur tour élisent le maire pour deux ans. À la suite des élections du 4 décembre 2021, le conseil est formé d'indépendants.

### Liste des maires
| Période          | Période  | Identité     | Étiquette   | Qualité |
| ---------------- | -------- | ------------ | ----------- | ------- |
| 2004             | 2021     | Paul Maytom  | Indépendant |         |
| 22 décembre 2021 | en cours | Tony Reneker | Indépendant |         |